# Fapy Lafertin
Fapy Lafertin (Kortrijk, 1950. március 20. –) belga dzsesszgitáros. A belga cigány dzsesszgitárost hagyományos dzsesszzenésznek tartják. Az akusztikus és elektromos gitár mellett 2001 óta a tizenkét húros portugál gitáron is játszik.

## Pályakép
A cigány családból származó Lafertin a családi zenekarban tanulta ki mesterségét. Pályáját szólógitárosként kezdte az 1960-as évek végén a Roma Orchestra de Piottosban, amelyet Piotto Limberger vezetett. Ennek az együttesnek a repertoárja a Quintette du Hot Club de France stílusú swingből és cigány folklórból állt.
Lafertin 1975-ben Koen De Cauter klarinétossal együtt kilépett a zenekarból, és megalapította a Waso Quartetet. Hat albumot rögzített ezzel az együttessel, amely a cigány dzsessz egyik vezető együttesévé vált Hollandiában és Belgiumban.
1985-től Lafertin saját klubkvintettjét vezette, amely repertoárjában is kötődött a harmincas évek francia mintáihoz. A 2004 óta Lafertin a balkáni és latin-amerikai zenéket is játszik Koen De Cauterrel.
Lafertin számos külföldi zenésszel is dolgozott: Charlie Byrd, Scott Hamilton, Al Casey, Milt Hinton, Benny Waters, Stéphane Grappelli. Együttműködött az angol Le Jazz együttessel és David Kelbie gitárossal; nagybátyjával, az énekes és hegedűs Bamboula Ferretel. Tim Kliphuis holland hegedűs három legutóbbi albumán is közreműködött.

## Albumok
- Fleur de Lavende (1991)
- Swing Guitars (1994)
- Hungaria (1996)
- Star Eyes (2000)
- Fleur D'ennui (2001)
- Fine & Dandy (2003)
- Django!! (2010)

## Fordítás
Ez a szócikk részben vagy egészben  a   Fapy Lafertin című német Wikipédia-szócikk ezen változatának fordításán alapul.  Az eredeti cikk szerkesztőit annak laptörténete sorolja fel. Ez a jelzés csupán a megfogalmazás eredetét és a szerzői jogokat jelzi, nem szolgál a cikkben szereplő információk forrásmegjelöléseként.